# Il custode dell'acqua
Il custode dell'acqua è un romanzo dell’autore italiano Franco Scaglia del 2002, vincitore nello stesso anno del Premio Campiello.
Costituisce la prima parte di una trilogia che comprende anche i successivi romanzi Il gabbiano di sale e L'oro di Mosè.

## Trama
Padre Matteo è un frate francescano e archeologo di fama internazionale, che ha diretto scavi sul Monte Nebo e passa gran parte dell'anno a Gerusalemme, nel Convento della Flagellazione. Un giorno viene convocato dall'israeliano Saul Bialik, ufficialmente direttore di un istituto di studi talmudici ma in realtà agente segreto, perché entri in contatto Pascal Aretz, un palestinese cristiano melchita che si sospetta essere il vice del terrorista noto come Chefren, ucciso in Egitto alcuni giorni prima. Padre Matteo accetta perché Bialik tiene prigioniera Giulia Lazzari, una giovane cantante lirica italo-libanese amante di Aretz, che porta in grembo suo figlio. Incontra Aretz ad Amman e lo convince a consegnarsi in cambio del rilascio di Giulia; tuttavia, un attimo prima di finire tra le mani degli israeliani, Aretz si fa volutamente uccidere. 
Tornato a Gerusalemme, padre Matteo incontra il suo superiore Custode di Terrasanta, che gli rinnova la sua stima e gli rivela che sta lavorando ad un progetto di sovranità condivisa delle tre fedi monoteiste sulla Città Vecchia di Gerusalemme. Vede poi il suo amico musulmano Muhammad, in piena crisi famigliare, che rimane a pranzo nel convento e viene stuzzicato dall'anziano monaco padre Luca per la differenza di religione.
Vestito da laico, padre Matteo al Santo Sepolcro fa la conoscenza di Silvestro, un francescano italiano già ballerino di flamenco che aveva preso i voti dopo essersi salvato da un terribile incidente stradale. Silvestro gli confida che ai ragazzini del suo catechismo insegna anche a compiere azioni di sabotaggio verso l'esercito israeliano. L'altro frate si sente in dovere di comunicare questa confidenza al proprio superiore, col risultato che Silvestro viene rimosso. Il Custode avvisa poi padre Matteo di avere intenzione di nominarlo Discreto per la comunità di lingua italiana, con delega agli affari culturali.
Il vescovo melchita di Gerusalemme monsignor Lahan incarica padre Matteo di recuperare due antichi candelabri trafugati dalla sua chiesa, sostenendo che delle circostanze del furto dovrebbe essere informato un misterioso personaggio noto come "lo Sceicco". Il francescano si reca quindi nella lussuosa residenza di quest'ultimo, non lontana dal Monte Nebo, e scopre che lo Sceicco, che lo accoglie con estrema affabilità, è in realtà un esule argentino assurto ad un'elevata posizione nel regno hascemita per diversi servigi resi a re Hussein. I candelabri vengono consegnati a padre Matteo, che viene congedato con una domanda sul collare di Carlino, il cane di padre Luca. Capisce allora che il vero motivo della sua missione era di entrare in contatto con lo Sceicco.
Al Convento della Flagellazione, durante la cena di compleanno del bibliotecario padre Vidigal, il festeggiato racconta l'apologo del Buon Soldato, un israeliano che, vistosi accerchiato in auto da una folla inferocita di ragazzi palestinesi male in arnese, invece di aprirsi la strada con la forza sarebbe sceso, avrebbe sparato un colpo in aria e avrebbe disertato. Il Custode rivela poi a padre Matteo che il protagonista dell'episodio era il capitano Shlomo Gillom, nato in Argentina durante la dittatura militare da genitori fatti sparire e portato in Israele da bambino grazie alla sua complicità
Matteo, giunto a Cafarnao per il funerale di padre Luca venuto improvvisamente a mancare, fa la conoscenza di una donna che si presenta come Annie Deroche, allieva del defunto e docente all'Università di Amman, e di sua figlia Sylvie. Incontra poi nuovamente Bialik, che lo mette in guardia dalla donna, mentre scompaiono sia Sylvie sia Carlino; il frate aveva comunque fatto in tempo a notare che il cane non portava alcun collare.
Padre Matteo è poi invitato dallo Sceicco a fare un viaggio con lui nello Yemen sul suo jet personale: lo scopo era di recuperare una prova compromettente nei confronti di Shlomo. Il Custode confida al frate che secondo lui padre Luca aveva nascosto nel collare la mappa con l'ubicazione dell'Arca dell'Alleanza, e che sarebbe bene, per la stabilità dell'area, che tale informazione non cadesse nelle mani degli Israeliani, soprattutto se il prezioso reperto si trovasse in Cisgiordania.
Bialik tenta poi di chiarirsi con padre Matteo, rivelandogli che Annie Deroche è in realtà sua figlia Hanan, amante di Shlomo, e che essi avevano in mente un piano che come ebreo israeliano riteneva pernicioso: nella speranza di promuovere la conciliazione tra israeliani e palestinesi facendo appello ai sentimenti, voleva organizzare la celebrazione in diretta televisiva, con la partecipazione del patriarca melchita, di un rabbino e del Gran Muftì di un doppio matrimonio, tra Shlomo e lei e tra Pascal Arez e Giulia Lazzari, che aveva anche sangue ebraico. Vidigal, dal canto suo, rivela al confratello che Silvestro faceva anche del "lavoro sporco" per gli Israeliani col nome in codice di Alfred.
Hanan e Shlomo tentano di fuggire da Gerusalemme in automobile, ma il giovane forza un posto di blocco dell'esercito e gli occupanti della vettura vengono entrambi abbattuti, nella disperazione di Bialik che non era distante dalla scena.
Lo Sceicco invita padre Matteo ad incontrarlo al casinò di Gerico, di cui è uno dei soci gestori. Lì rivede Giulia Lazzari, che si esibisce sul palcoscenico dopo aver perso il bambino in seguito alla morte di Aretz, e Sylvie, che lo Sceicco aveva preso in consegna per proteggerla.
A Gerusalemme, intanto, il Custode di Terrasanta ha avuto un collasso ed è ricoverato in ospedale. Dopo la sua morte, padre Matteo è nominato suo successore. Con suo grande stupore, vede un'ultima volta padre Luca, che non era morto ma si era sentito comunque prossimo alla fine e aveva inscenato anzitempo la sua dipartita. Questi gli rivela che il collare di Carlino non conteneva l'ubicazione dell'Arca dell'Alleanza né i Sacri Chiodi (altra ipotesi fatta dal defunto Custode), ma la mappa di tutte le sorgenti della Cisgiordania, informazione vitale per chi volesse controllare la regione.

## Edizioni
- Franco Scaglia, Il custode dell'acqua, Casale Monferrato, Piemme, 2002, ISBN 8838470952.
- Franco Scaglia, Il custode dell'acqua, Piemme pocket, Casale Monferrato, Piemme, 2006, ISBN 8838485550.
- Franco Scaglia, Il custode dell'acqua, in Il custode di Terra Santa. La trilogia di padre Matteo, Casale Monferrato, Piemme, 2007, ISBN 8838474184.